# Marijan Grakalić
Marijan Grakalić (Zagreb, 30. kolovoza 1931. – Samobor, 21. travnja 1997.), hrvatski publicist, pjesnik, novinar, novinski urednik i kulturni djelatnik

## Životopis
Rođen u Zagrebu. Podrijetlom iz obitelji istarskih Hrvata izbjegle iz zavičaja pred tal. fašizmom. Gimnaziju završio 1953. u Zagrebu.
Novinarsku karijeru ostvarivao kao gl. i odgovorni urednik Samoborskih novina (1955) i Požeškoga lista (1956–57), dopisnik Glasa Slavonije iz Požege (1958–61), Radio-Zagreba iz Požege (1958–61) i Pule (1961–67) te urednik u Vjesniku (1968–71) i Radničkim novinama (1977–88) u Zagrebu. Sa skupinom entuzijasta pokrenuo je puljski časopis Matice hrvatske Istarski mozaik i bio njegovim prvim gl. i odgovornim urednikom (1963–66). Uredio je mnoge knjige, posebice istar. autora (Š. Mlakara, Z. Črnje, S. Ivezića) i zbornike te surađivao u listovima i časopisima Nedjelji, Glasu Istre, Vjesniku Povijesnog arhiva u Rijeci, Vjesniku, Iseljeničkom kalendaru, Hrvatskom iseljeničkom zborniku, zborniku Zagrebački Gradec i dr., ponajviše s temama iz područja heraldike (o grbu Istre i grbovima istar. gradova, grboslovcu Carlu Baxi te o hrv. grboslovlju općenito). Autor je knjige Hrvatski grb: grbovi hrvatskih zemalja (1990). Pisao je o Toni Perušku, Anti Dukiću, A. G. Matošu, Brijunima i dr. U vlastitoj nakladi objavio je zbirke Lirika nad Samoborom (1955) i Miris moga kraja (1956). Zastupljen je u antologijama Mirjane Strčić (1989), Dušana Karpatskog, u češ. prepjevu (2001) te u Antologiji samoborskog pjesništva (2003) i dr. U koautorstvu s Milanom Osmakom objavio je 1971. antologiju hrv. poezije o moru Mare nostrum.
LIT.: P. Strčić, Doprinos stručnoj i znanstvenoj literaturi, Novi list, 1. XI. 1990; isti, Grb i identitet, Vjesnik, 23. X. 1990; isti, Marijan Grakalić st. – Hrvatski grb (grbovi hrvatskih zemalja), Jadranski zbornik, 1990–1991, 14; I. Balentović, Marijan Grakalić i njegovi mozaici, Susreti, 1993, 28/30.